# Plano Young

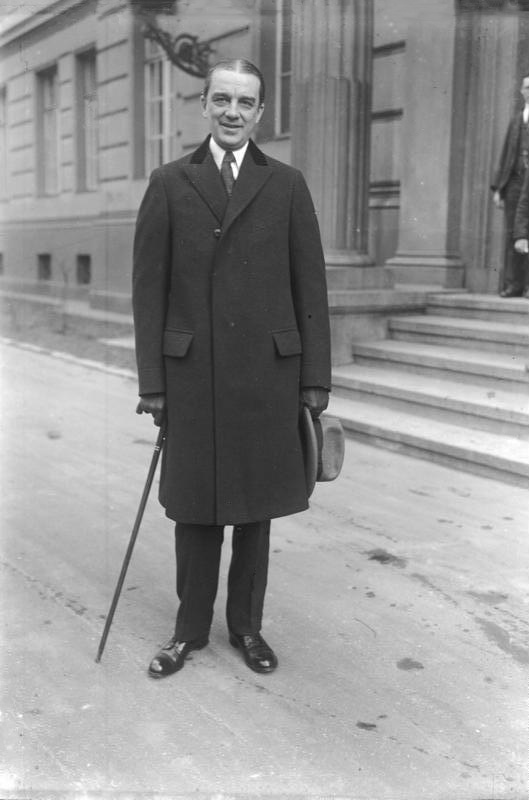
Owen Young, 1924

O Plano Young (em inglês: Yung Plan) foi um programa para liquidar as reparações da Alemanha na Primeira Guerra Mundial. Foi escrito em agosto de 1929 e formalmente adotado em 1930. Foi apresentado pelo comitê liderado (1929-1930) pelo industrial americano Owen D. Young, fundador e ex-presidente da Radio Corporation of America (RCA), que, na época, foi membro do conselho de administração da Fundação Rockefeller. Young também havia sido um dos representantes envolvidos em um acordo anterior de reestruturação de reparações de guerra - o Plano Dawes de 1924. A Comissão de Reparações Inter-Aliadas estabeleceu a soma de reparação alemã em um total teórico de 132 bilhões, mas um total prático de 50 bilhões de marcos de ouro. O Plano Young reduziu os pagamentos adicionais em cerca de 20 por cento. Embora o total teórico fosse de 112 bilhões de Gold Marks, equivalente a US$ 27 bilhões em 1929 (US$ 126 bilhões em 2022) durante um período de 58 anos, que terminaria em 1988, poucos esperavam que o plano durasse muito mais de uma década. Além disso, o Plano Young dividiu o pagamento anual, fixado em dois bilhões de Gold Marks, US$ 473 milhões, em dois componentes: uma parte incondicional, igual a um terço do valor, e uma parte postergável, igual aos dois terços restantes, que incorreria em juros e seria financiado por um consórcio de bancos de investimento americanos coordenado pelo JP Morgan & Co.

## O Plano
O comitê, que havia sido nomeado pelo Comitê de Reparações Aliado, reuniu-se no primeiro semestre de 1929, e apresentou seu primeiro relatório em 7 de junho daquele ano. Além de Young, os Estados Unidos foram representados por JP Morgan, Jr., o proeminente banqueiro, e seu sócio, Thomas W. Lamont. O relatório encontrou grandes objeções do Reino Unido, mas, após uma primeira Conferência em Haia, um plano foi finalizado em 31 de agosto. O plano foi formalmente adotado em uma segunda Conferência de Haia, em janeiro de 1930.
Entre outras disposições, o plano previa um banco internacional de pagamentos para lidar com as transferências de reparações. O resultante Bank for International Settlements foi devidamente estabelecido na Conferência de Haia em janeiro.

## Eventos subseqüentes
Entre o acordo e a adoção do plano ocorreu o Crash de Wall Street de outubro de 1929, cujas principais consequências foram duplas. O sistema bancário americano teve que retirar dinheiro da Europa e cancelar os créditos que possibilitaram o Plano Young. Além disso, a queda das importações e exportações afetou o resto do mundo. Uma nova política comercial foi estabelecida com o Smoot-Hawley Tariff Act. Este último foi influenciado pelo nacionalismo e pela política econômica adotada. Em 1933, quase dois terços do comércio mundial haviam desaparecido. Na esteira da crise bancária europeia de 1931, o desemprego disparou para 33,7% em 1931 na Alemanha e 40% em 1932. Nessas circunstâncias, o presidente dos Estados Unidos, Herbert Hoover, emitiu uma declaração pública propondo umamoratória de um ano nos pagamentos. Ele conseguiu reunir apoio para a moratória de 15 nações em julho de 1931. Mas a adoção da moratória fez pouco para retardar o declínio econômico na Europa. A Alemanha foi tomada por uma grande crise bancária. Um esforço final foi feito na Conferência de Lausanne de 1932. Aqui, representantes da Grã-Bretanha, França, Itália, Bélgica, Alemanha e Japão se reuniram para chegar a um acordo. Naquela época, estava claro que o aprofundamento da depressão havia tornado impossível para a Alemanha retomar seus pagamentos de reparações. Eles concordaram:
- Não pressionar a Alemanha por pagamentos imediatos.
- Reduzir o endividamento em cerca de 90% e exigir que a Alemanha se prepare para a emissão de títulos. Essa provisão estava próxima do cancelamento, reduzindo a obrigação alemã dos US$ 32,3 bilhões originais para US$ 713 milhões.
- Também foi acordado informalmente entre os delegados que essas disposições seriam ineficazes, a menos que o governo dos Estados Unidos concordasse com o cancelamento das dívidas de guerra dos governos aliados.

Hoover fez a declaração pública obrigatória sobre a falta de qualquer conexão entre as reparações e as dívidas de guerra, no entanto, em dezembro de 1932, o Congresso dos EUA rejeitou o plano de redução da dívida de guerra dos Aliados, o que tecnicamente significava que as reparações de guerra e a dívida reverteram para a redução da dívida anteriormente concedida. Alemanha pelo Plano Young de 1929. No entanto, o sistema entrou em colapso e a Alemanha não retomou os pagamentos. O plano acabou falhando, não por causa da recusa do Congresso dos EUA em acompanhá-lo, mas porque se tornou irrelevante com a ascensão de Hitler ao poder.
Uma vez consolidado o poder do governo nacional-socialista, a dívida foi repudiada e a Alemanha não fez mais pagamentos. Em 1933, a Alemanha havia feito reparações da Primeira Guerra Mundial de apenas um oitavo da soma exigida pelo Tratado de Versalhes e, devido aos empréstimos americanos repudiados, os Estados Unidos efetivamente pagaram "reparações" à Alemanha.
Este acordo foi precedido por duras lutas diplomáticas, e sua aceitação despertou paixões e ressentimentos nacionalistas. Também enfraqueceu, em vez de ajudar, os defensores de uma política de entendimento internacional.
Após a derrota da Alemanha na Segunda Guerra Mundial, uma conferência internacional (Acordo de Londres sobre Dívidas Externas Alemãs, 1953) decidiu que a Alemanha pagaria o restante da dívida somente após a reunificação do país. No entanto, a Alemanha Ocidental pagou o principal em 1980; então, em 1995, após a reunificação, o novo governo alemão anunciou que retomaria o pagamento dos juros. A Alemanha deveria pagar os juros aos Estados Unidos em 2010, e a outros países em 2020. Em 2010, a Time informou que a Alemanha fez "o pagamento final relacionado às reparações pela Grande Guerra em 3 de outubro, quase 92 anos após a derrota do país para os Aliados".

## Oposição às reparações de guerra: a "Lei da Liberdade"
Embora o plano de Young tenha efetivamente reduzido as obrigações da Alemanha, ele foi contestado por partes do espectro político na Alemanha. Os partidos nacionalistas foram os mais francos em oposição às reparações e aproveitaram a oposição ao Plano Young como um problema. Uma coalizão foi formada por vários grupos nacionalistas sob a liderança de Alfred Hugenberg, chefe do Partido Popular Nacional Alemão. Um dos grupos que se juntou a esta coalizão foi Adolf Hitler e o Partido Nacional Socialista dos Trabalhadores Alemães.
O objetivo da coalizão era a promulgação da Freiheitsgesetz ("Lei da Liberdade"). Essa lei renunciaria a todas as reparações e tornaria crime a cooperação de qualquer funcionário alemão em sua cobrança. Também renunciaria ao reconhecimento alemão de " culpa de guerra " e à ocupação do território alemão, que também eram termos do Tratado de Versalhes.
De acordo com os termos da constituição alemã, se dez por cento dos eleitores elegíveis no país assinassem uma petição a favor de uma proposta de lei, o Reichstag tinha de colocar a questão em votação. Se o Reichstag votasse contra a lei, a proposta seria automaticamente submetida a um referendo nacional. Se cinqüenta por cento da população votasse a favor, se tornaria uma lei.
A proposta da Lei da Liberdade foi oficialmente apresentada em 16 de outubro de 1929. Os nacional-socialistas e outros grupos realizaram grandes comícios públicos para coletar assinaturas. O governo se opôs à Lei da Liberdade e fez manifestações contra ela. No entanto, a coalizão conseguiu reunir nomes suficientes para apresentar a proposta ao Reichstag. O Reichstag votou contra o projeto por uma margem de 318-82. No voto popular subsequente em 22 de dezembro, o referendo da Lei da Liberdade, a participação eleitoral foi de apenas 14,9%, embora 94,5% dos votos expressos (13,8% dos eleitores registrados) tenham sido a favor da lei proposta.

Embora a Lei da Liberdade não tenha sido promulgada em 1929, a campanha por ela foi um fator importante para trazer Hitler e os nacional-socialistas para o mainstream político. Após a derrota, Hitler denunciou Hugenberg e disse que a derrota foi resultado de sua má liderança. Hugenberg e muitos outros nacionalistas logo se viram ofuscados pelos nacional-socialistas. Hitler mais tarde promulgaria por decreto a maioria das propostas da Lei da Liberdade depois de chegar ao poder.